# NGC 2012
NGC 2012 é uma galáxia elíptica (E-S0) localizada na direcção da constelação de Mensa. Possui uma declinação de -79° 51' 07" e uma ascensão recta de 5 horas, 22 minutos e 35,1 segundos.
A galáxia NGC 2012 foi descoberta em 22 de Janeiro de 1836 por John Herschel.